# Ústava Indie

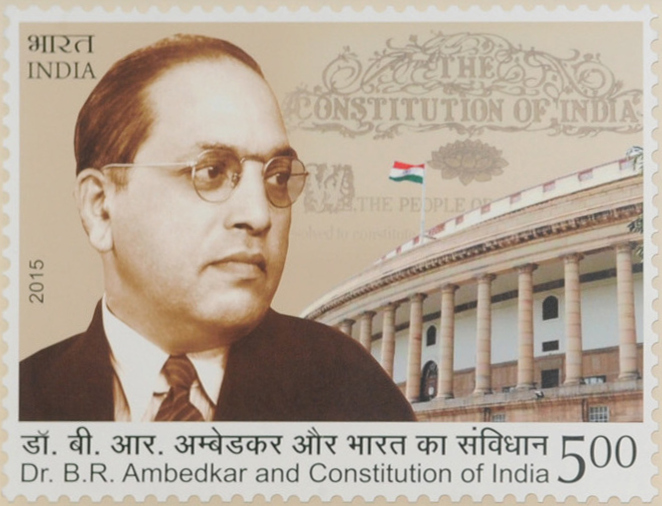
B.R. Ambedkar a ústava Indie na poštovní známce z roku 2015

Ústava Indie je nejvyšším zákonem Indie. Stanovuje základní zákony, pravomoce a strukturu vládních orgánů a také základní práva a povinnosti občanů. Jedná se o nejdelší ústavu na světě. Za jejího hlavního tvůrce je považován B. R. Ambedkar. Ústava nemůže být zrušena parlamentem.
Ústava Indie byla přijata dne 26. listopadu 1949 Ústavodárným shromážděním Indie, v platnost vstoupila 26. ledna 1950 a nahradila tak zákon indické vlády z roku 1935. Je základním dokumentem země a Dominium Indie proměnila v Indickou republiku. Od té doby je 26. leden v Indii oslavován jako Den republiky.
Ústava prohlašuje Indii za svrchovanou, socialistickou, sekulární demokratickou republiku, která svým občanům zajišťuje spravedlnost, rovnost a svobodu a usiluje o podporu bratrství. Původní ústava z roku 1950 je uchována v budově parlamentu v Novém Dillí.